# Valve atrio-ventriculaire droite
Pour les articles homonymes, voir valve.
La valve atrio-ventriculaire droite (ou valve tricuspide ou valvule tricuspide ou valvule triglogine) est une des quatre valves cardiaques. Elle est située entre l'atrium droit et le ventricule droit.

## Terminologie
Dans le Trésor de la langue française informatisé, il est préconisé l'emploi du mot « valvule », la « valve » étant un composé de cette dernière. La plupart des traités de médecine emploie cependant le terme « valve ». Les dictionnaires spécialisés en médecine préconisent également le terme « valve », la « valvule » étant une partie de la valve, ou plus spécifique aux veines.

## Structure
La valve atrio-ventriculaire droite fait partie de la jonction atrio-ventriculaire droite. Elle est composée de trois cuspides (ou valvules ou feuillets) : une antérieure, une postérieure et une septale. Elles sont attachées sur l'anneau fibreux droit qui consolide le bord de l'orifice atrio-ventriculaire droit.

### Cuspide antérieure
La cuspide antérieure de la valve atrio-ventriculaire droite (ou valve antérieure de la valvule tricuspide) est la plus grande des trois cuspides insérée sur la partie antérieure de l'orifice atrio-ventriculaire droit. Elle est reliée par des cordages tendineux aux muscles papillaires antérieur et septal du ventricule droit.

### Cuspide postérieure

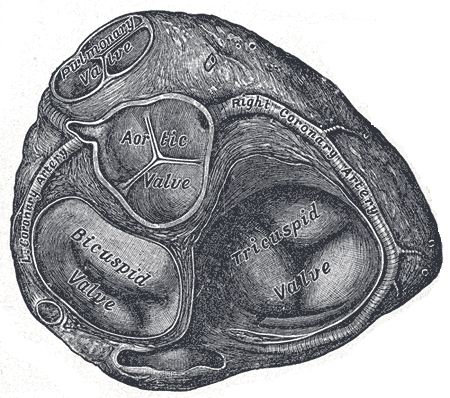
Base des ventricules exposés après ablation des atriums. La valve atrio-ventriculaire droite est visible en bas à droite (Tricuspide valve). Gray's Anatomy.

La cuspide postérieure (ou  valve inférieure de la valvule tricuspide ou valve postérieure de la valvule tricuspide) est la cuspide qui est insérée sur la partie postérieure du pourtour de l'orifice atrio-ventriculaire droit. Elle est reliée par des cordages tendineux aux muscles papillaires antérieur et postérieur du ventricule droit.

### Cuspide septale
La cuspide septale (ou valve interne de la valvule tricuspide ou valve septale de la valvule tricuspide) est la plus petite des trois cuspide qui est insérée sur la partie médiale du pourtour de l'orifice atrio-ventriculaire droit. Elle est reliée par des cordages tendineux d'un muscle papillaire postérieur et d'un ou des deux muscles papillaires septaux du ventricule droit.
Chaque feuillet est relié à son propre pilier par des cordages mais il existe de nombreuses variations anatomiques. 
|  | 1. Atrium droit 2. Atrium gauche 3. Veine cave supérieure 4. Aorte 5. Artère pulmonaire 6. Veine pulmonaire 7. Valve mitrale 8. Valve aortique 9. Ventricule gauche 10. Ventricule droit 11. Veine cave inférieure 12. Valve tricuspide 13. Valve sigmoïde (pulmonaire) |

## Anatomie fonctionnelle
La valve atrio-ventriculaire droite se ferme pendant la systole ventriculaire et s'ouvre pendant la diastole. Elle empêche le reflux du sang entre le ventricule droit et l'atrium droit.

## Aspects cliniques

### Techniques d'exploration
La valve tricuspide est une structure fine et mobile et demandant par conséquent une définition spatio-temporelle importante pour bien être analysée.
- La radiographie du thorax ne permet pas de visualiser les valves sauf si elles sont calcifiées. Elle permet de voir le retentissement d'une atteinte valvulaire sur la taille des cavités cardiaques (modification de la taille du cœur ou de ses contours).
- L'angiographie, par injection d'un produit de contraste directement dans le ventricule droite, est un examen invasif. Il ne permet pas de visualiser directement la valve mais permet de détecter et de quantifier une fuite sur cette dernière. Elle n'est que très peu employée dans cette indication. L'angiographie peut être couplée à une exploration hémodynamique: mesure des pressions dans les cavités et mesure du débit.
- L'examen clé reste l'échocardiographie. Il s'agit d'une technique simple d'imagerie par ultrasons. Cet examen permet de visualiser les valves et d'en analyser l'aspect et la mobilité. Le doppler cardiaque, en analysant la vitesse du sang à travers l'orifice valvulaire, permet d'en évaluer la surface de son orifice, de visualiser une fuite, d'en analyser son mécanisme et d'en obtenir une quantification approximative. L'examen peut être complété par une échographie transœsophagienne.
- L'imagerie par résonance magnétique ou le scanner cardiaque peuvent apporter un complément en termes d'imagerie.

### Pathologies
La valve tricuspide est à l'origine de certaines maladies (les valvulopathies) lorsqu'elle n'assure plus ses différentes fonctions. 
L'atteinte de la valve tricuspide est la plus rare des valvulopathies cardiaques. Elle est souvent associée à une atteinte valvulaire ou myocardique gauche. Il s'agit majoritairement d'insuffisance tricuspide (ou fuite), le rétrécissement tricuspide étant actuellement exceptionnel.
L'insuffisance tricuspide fonctionnelle est secondaire à la dilatation de l'anneau tricuspide par dilatation du ventricule droit sans lésion organique des feuillets valvulaires. L'insuffisance tricuspide organique est en général séquelle d'un rhumatisme articulaire aigu.
Il existe très fréquemment une fuite tricuspidienne minime chez le sujet normal. Celle-ci permet d'évaluer la différence de pression entre l'atrium droit et le ventricule droit à l'échocardiographie et de calculer ainsi la pression systolique de l'artère pulmonaire, indice important de la fonction cardiaque.
Les techniques chirurgicales incluent plastie et remplacement valvulaire.